# 巨人守宮
巨人守宮或稱新喀里多尼亞巨守宮，是全世界體型最大的壁虎，在1829年由法國動物學家居維葉發表，牠是新喀里多尼亞的特有種。一般而言，還有三個亞種Rhacodactylus leachianus aubrianus、Rhacodactylus leachianus henkeli、Rhacodactylus leachianus leachianus

## 描述
新喀里多尼亞巨守宮體長14吋，是全世界體型最大的壁虎，體型厚重，皮膚鬆弛，尾巴短。它的顏色有三種，斑駁的綠色，灰色和棕色。

## 生態
新喀里多尼亞巨守宮是一種樹棲的守宮。夜行性，但白天也可能會曬日光浴。牠們吃昆蟲，蜘蛛，小脊椎動物，水果，花蜜。成體也可捕食小型鳥類。
成年雌性每次產卵兩隻，每年最多可以產卵10隻，約120-150日孵化，他們也可以大聲咆哮，當地人稱之為樹上的惡魔。

## 保護狀態
這個物種的種群可能由於棲息地的破壞和退化而減少，它還面臨著引進的物種如貓和各種囓齒動物的捕食，也面臨非法捕獲和在電纜上移動時觸電的危險。
這個物種現時受到保護，它生活在幾個自然保護區。

## 人工飼養
這種物種可以飼養長達20年，它可以養在一個大型的水族箱中。可以水果和昆蟲為主食岛上特产的无花果，这种无花果并不甜，如此可得之巨人守宫并不喜欢吃甜的食物。
在箱中設置樹洞和觀葉植物有利保持安定。

### 書籍
- 海老沼剛『爬虫・両生類ビジュアルガイド トカゲ2 ヤモリ上科&スキンク上科』、誠文堂新光社、2004年、51頁。

### 腳註
1. ↑  . The Reptile Database.   [2025-02-17]. （原始内容存档于2022-01-20）.